# Сосногорськ
Сосногорськ (комі Сӧснагорт) — місто (з 1955) в Республіці Комі Російської Федерації. Адміністративний центр муніципального району «Сосногорськ» і муніципального утворення міського поселення «Сосногорськ».

## Географія
Місто Сосногорськ належить до Печорського басейну і займає площу близько 25 км². Розташоване у географічному центрі республіки.
Місто розташоване на лівому березі річки Іжми (басейн Печори), у 345 км від Сиктивкара, у 15 км від Ухти.

Основна водна артерія Сосногорська — р. Іжма. 
Клімат

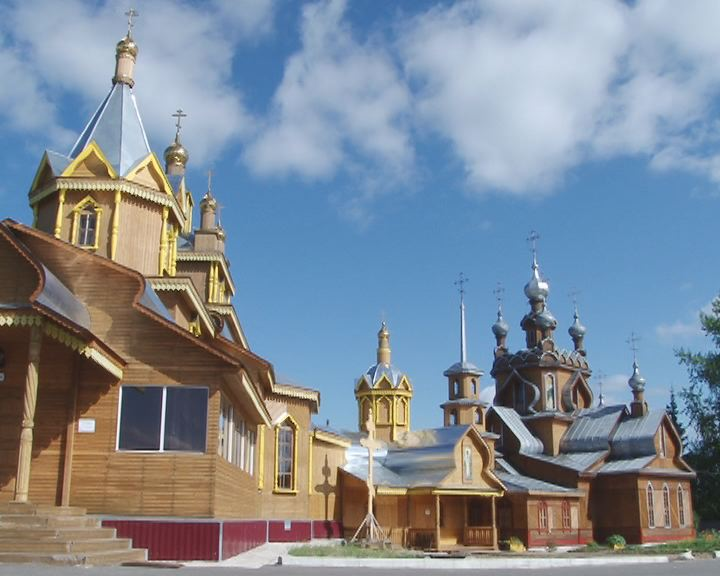
Храм Преподобного Серафима Саровського і Храм Святих дружин-мироносиць

- Середньорічна температура повітря — 1,5 °C
- Відносна вологість повітря — 75,4 %
- Середня швидкість вітру — 3,0 м/с

| Клімат Сосногорська | Клімат Сосногорська | Клімат Сосногорська | Клімат Сосногорська | Клімат Сосногорська | Клімат Сосногорська | Клімат Сосногорська | Клімат Сосногорська | Клімат Сосногорська | Клімат Сосногорська | Клімат Сосногорська | Клімат Сосногорська | Клімат Сосногорська | Клімат Сосногорська |
| Показник | Січ.                | Лют.                | Бер.                | Квіт.               | Трав.               | Черв.               | Лип.                | Серп.               | Вер.                | Жовт.               | Лист.               | Груд.               | Рік                 |
| Середня температура, °C | −15,7               | −14,1               | −8,5                | −3,8                | 3,6                 | 11,9                | 15,6                | 11,5                | 5,9                 | −1,1                | −10,3               | −13,9               | −1,5                |
| --- | ------------------- | ------------------- | ------------------- | ------------------- | ------------------- | ------------------- | ------------------- | ------------------- | ------------------- | ------------------- | ------------------- | ------------------- | ------------------- |
| Джерело: NASA. База даних RETScreen <! - Для перегляду кліматичних даних необхідно встановити програмні засоби RETScreen, увійти в RETScreen і відкрити базу кліматичних даних -> |                     |                     |                     |                     |                     |                     |                     |                     |                     |                     |                     |                     |                     |

## Економіка
Основу промисловості району складають такі підприємства як: ТОВ «Газпромпереработка», Сосногорське відділення Північної з.д. — філія ВАТ «РЖД», Сосногорська ТЕЦ. Також ці підприємства є наймасовішими роботодавцями і як наслідок основними платниками податку на доходи фізичних осіб.
На території району проводять сільськогосподарську продукцію 4 сільсько-фермерських господарства і 32 особистих підсобних господарства.

## Транспорт
- Вузлова залізнична станція Сосногорськ Північної залізниці.
- Поблизу міста розташований аеропорт Ухта.

## Міста-побратими
- Німеччина, Хальденслебен (з 2009)

## Цікаві факти
- 6 грудня 2007 Сосногорськ переміг у номінації «Краще місто Російської Федерації за економічними показниками» в категорії «Мале місто»[21][22].

## Галерея

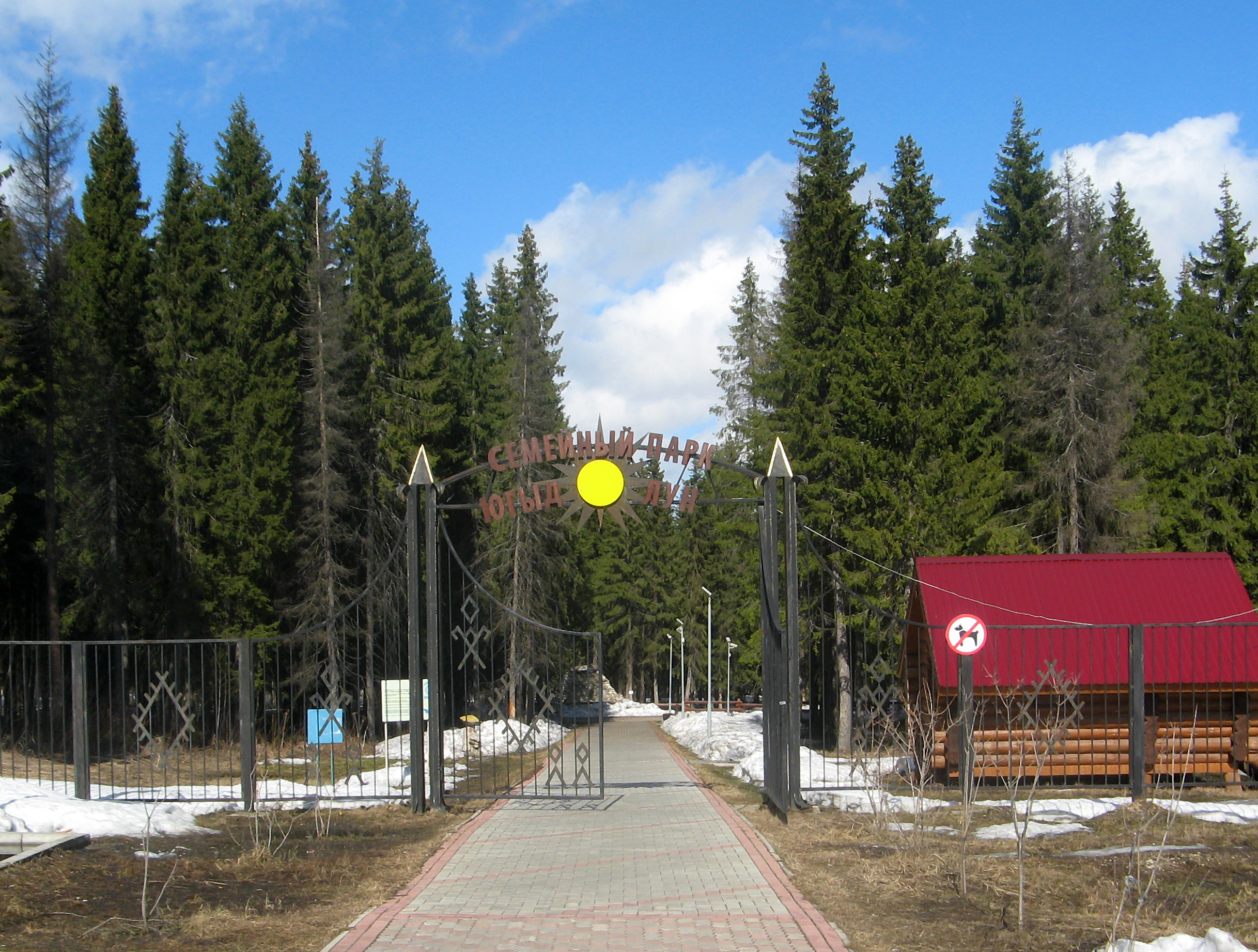
Парк «Югид Лун»
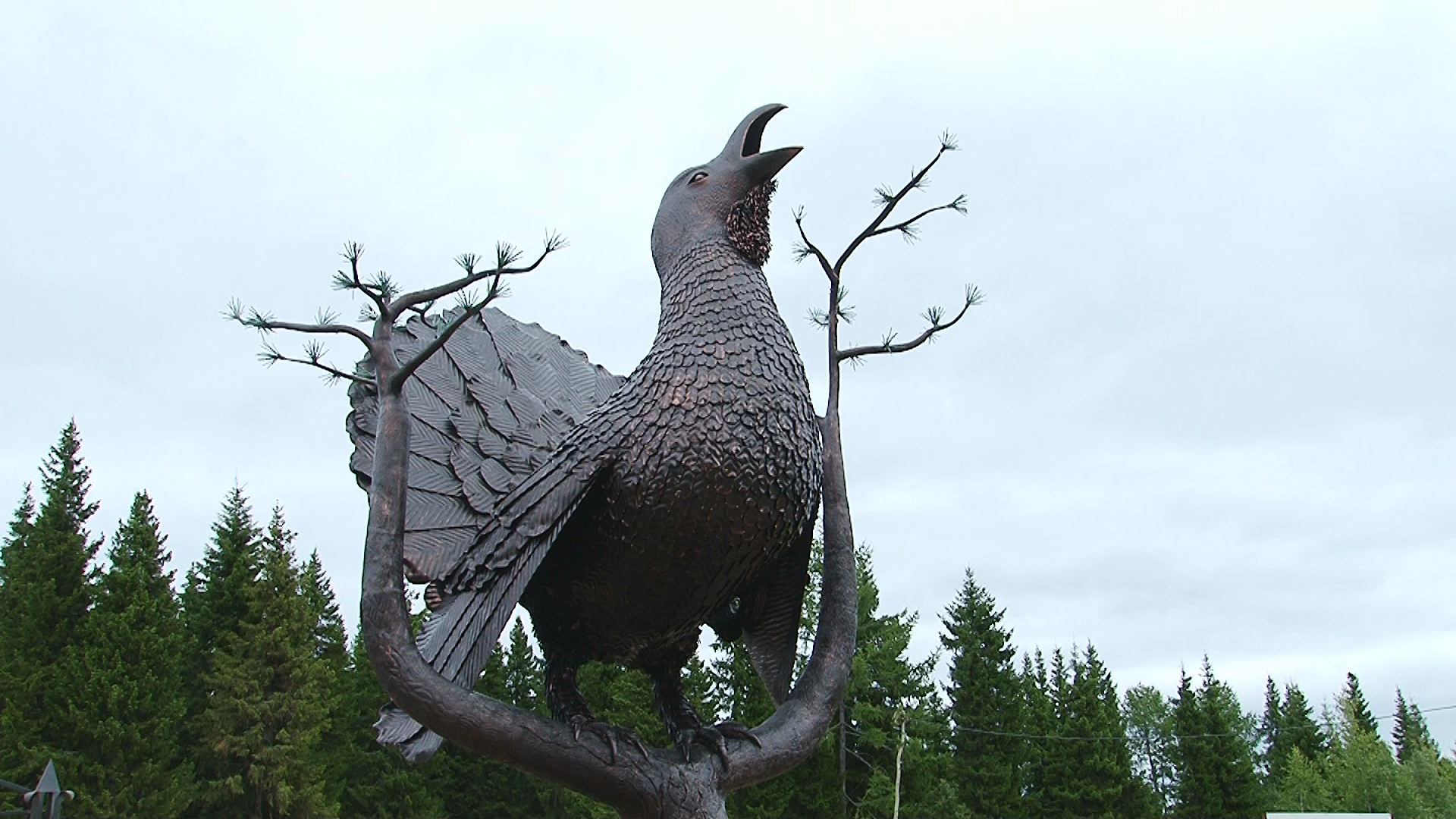
Скульптура «Токуючий глушець»
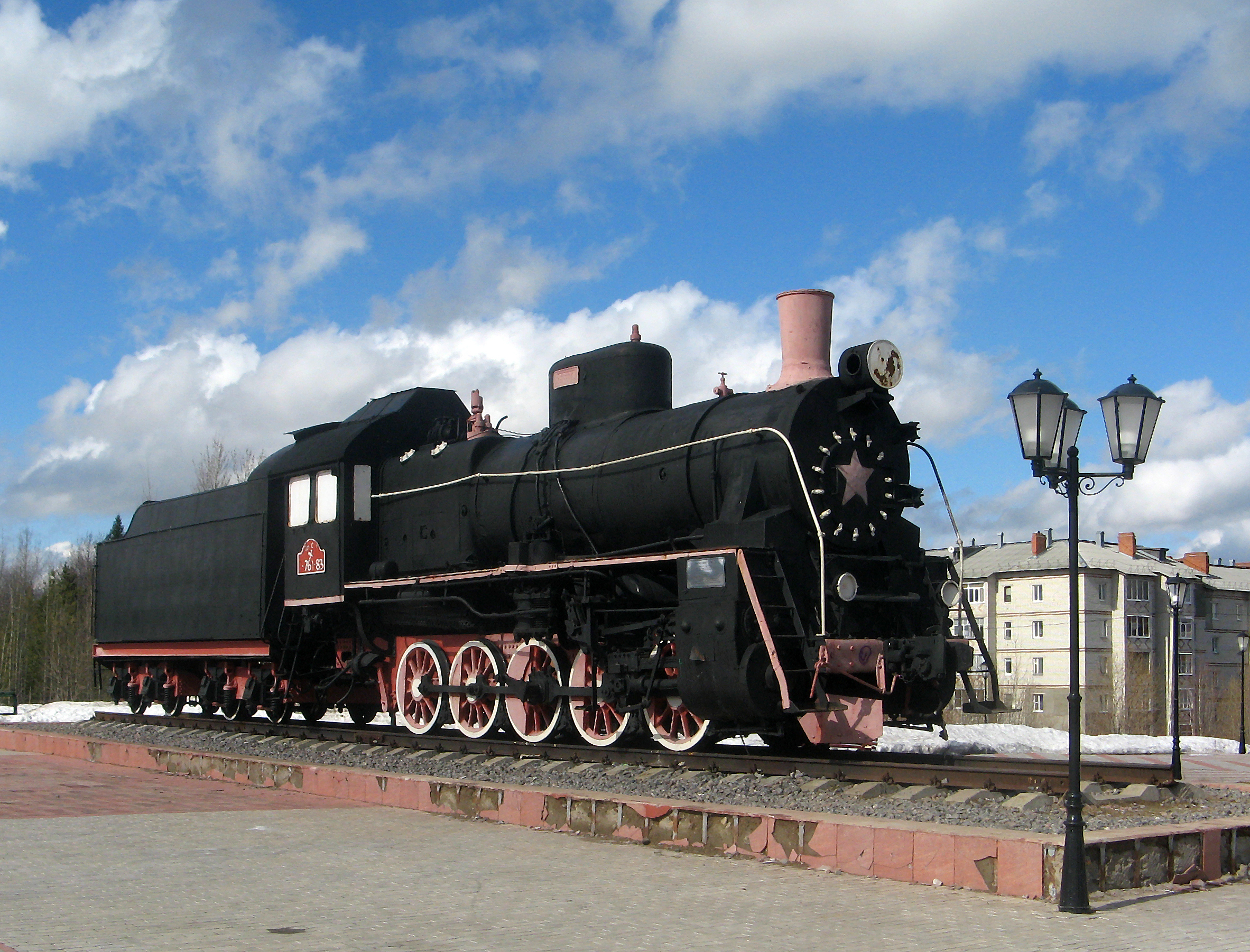
Пам’ятник паровозу Ер